# Alcaligenaceae
Die Alcaligenaceae sind eine Bakterien-Familie, die zur Ordnung der Burkholderiales gehört. Wie für Proteobakterien typisch, fällt die Gram-Färbung negativ aus.

## Merkmale
Fast alle Vertreter der Alcaligenaceae sind aerob und chemoorganotroph. Dementsprechend ist der Stoffwechselweg oxidativ (Atmung). Allerdings sind einige Arten (z. B. Stämme von Alcaligenes faecalis) auch fähig, unter Sauerstoffausschluss zu leben (anaerob). Unter diesen Bedingungen nutzen sie statt Sauerstoff Nitrat als Elektronenakzeptor (Nitratatmung, Denitrifikation). Viele Arten nutzen organische Säuren und verschiedene Aminosäuren als Kohlenstoffquellen. Oft sind sie durch peritrich angeordneten Flagellen beweglich, aber auch unbewegliche Arten sind vorhanden (z. B. Bordetella parapertussis und Taylorella equigenitalis).

## Pathogenität
Einige pathogene Arten (Krankheitserreger) sind in dieser Familie zu finden. So ist Taylorella equigenitalis der Erreger der Ansteckende Gebärmutterentzündung des Pferdes. Bordetella pertussis ist für den Menschen gefährlich und kann den Keuchhusten verursachen.

## Systematik
Gattungen der Familie sind:
- Achromobacter Yabuuchi & Yano 1981 emend. Yabuuchi et al. 1998
- Advenella Coenye et al. 2005
- Alcaligenes Castellani and Chalmers 1919
- Azohydromonas Xie & Yokota 2005
- Bordetella Moreno-López 1952
- Brackiella Willems et al. 2002
- Candidimonas Vaz-Moreira et al. 2011
- Castellaniella Castellaniella Kampfer et al. 2006
- Derxia Jensen et al. 1960
- Eoetvoesia Felföldi et al. 2014
- Kerstersia Coenye et al. 2003
- Oligella Rossau et al. 1987
- Paenalcaligenes Kämpfer et al. 2010
- Paralcaligenes Kim et al. 2011
- Parapusillimonas Kim et al. 2010
- Pelistega Vandamme et al. 1998
- Pigmentiphaga Blumel et al. 2001
- Pusillimonas Stolz et al. 2005
- Taylorella Sugimoto et al. 1984
- Tetrathiobacter Ghosh et al. 2005
- Verticia Vandamme et al. 2015

Die früher zu den Alcaligenaceae gezählte Gattung Sutterella wurde im Jahr 2011 zu der neu eingeführten Familie Sutterellaceae gestellt.